# Санки, Айра Д.
Айра Дэвид Санки (англ. Ira David Sankey; 28 августа 1840, Эдинберг, Пенсильвания, США — 13 августа 1908, Бруклин, Нью-Йорк, США) —  американский певец и композитор в жанре госпел, наиболее известный благодаря своему сотрудничеству с Дуайтом Л. Муди в ряде евангелизационных кампаний в США и Великобритании в последние десятилетия XIX века. Он стал одним из пионеров музыкального стиля, оказавшего влияние на протестантское богослужение и евангелистские движения последующих поколений. Гимны, которые он сочинял или популяризировал, продолжают исполняться и в XXI веке.
Санки был плодовитым композитором и редактором сборников духовных песен, в том числе «Sacred Songs and Solos» и «Gospel Hymns and Sacred Songs». Доходы от издания этих сборников направлялись на благотворительные нужды. В 1980 году он был включён в Зал славы госпел-музыки.

## Биография

### Предыстория и ранние годы
Айра Дэвид Санки родился в Эдинберге, штат Пенсильвания, 28 августа 1840 года  и был одним из девяти детей Дэвида Санки и его жены Мэри Липер Сэнки. Семья имела английские корни по отцовской линии и смешанные шотландские и ирландские по материнской Дэвид Санки был банкиром, бывшим сенатором штата и методистским проповедником. С детства Айра проявлял любовь к музыке, которую поощряли его родители: по вечерам они часто собирались всей семьёй и пели гимны дома. В возрасте восьми лет он начал посещать воскресную школу. 
В 19 лет Санки пережил опыт религиозного обращения на собрании возрожденцев, которое проводилось в близлежащей церкви, King's Chapel. Год спустя семья переехала в Нью-Касл, где юный Санки присоединился к местной методистской епископальной церкви.  Его религиозное рвение и музыкальные способности были быстро замечены, и он вскоре был назначен руководителем воскресной школы и хормейстером.
В 1861 году, в начале Гражданской войны в США, Санки откликнулся на призыв президента Линкольна к добровольцам и присоединился к Двенадцатому Пенсильванскому полку. Он служил с 1861 по 1863 год.  В армии он продолжил свою религиозную и певческую деятельность, сформировав хор и помогая капеллану. Когда срок его службы закончился, он вернулся в Нью-Касл, где Линкольн назначил его отца сборщиком внутренних доходов. В 1863 году Санки поступил на государственную службу к своему отцу и в том же году женился на Фанни Эдвардс, певице из его хора .

### С Дуайтом Л. Муди

#### Ранние кампании
Вернувшись в Нью-Касл, Санки приобрел местную репутацию певца, пользовавшегося большим спросом в церквях и на собраниях духовного возрождения. В 1867 году, когда было образовано местное отделение YMCA, Санки стал его секретарем, а затем и президентом. Будучи президентом, в 1870 году он был делегатом на национальной конференции, проходившей в Индианаполисе, где он впервые встретился с известным проповедником Дуайтом Л. Муди.  Муди был глубоко впечатлён, когда Санки своим пением сумел оживить утомлённую и сонную аудитори, импровизированно исполнив гимн «Фонтан, наполненный кровью». Встретившись с Санки в конце сеанса, Муди попросил о том, чтобы тот присоединился к нему в его миссионерской работе: «Я искал тебя последние восемь лет». Не в силах принять решение спонтанно, Санки вернулся в Нью-Касл и обдумывал вызов Муди в течение шести месяцев, прежде чем решил вернуться в Чикаго для недельного испытания с Муди. В течение недели он ушел в отставку со своего государственного поста и связал свою судьбу с миссией Муди, что стало началом их пожизненного сотрудничества.
В рамках этой миссии Муди проповедовал, а Санки пел. В конце 1871 года работа миссии была прервана Великим Чикагским пожаром, который уничтожил 18 000 зданий, убил около 300 человек и оставил треть населения города без крова . Санки наблюдал за пожаром с небольшой лодки, на озера Мичиган. Пожар уничтожил церковь Муди, и Санки временно вернулся в Нью-Касл. Однако вскоре он получил сообщение от Муди с просьбой вернуться в Чикаго и возобновить партнерство Он так и сделал и работал с Муди над возрождением церквей в Чикаго, Спрингфилде и других местах. В октябре 1872 года Санки  переселился с семьей на постоянное место жительства в Чикаго .

#### Британская кампания 1873–1875 гг. и ее последствия
В 1873 году Муди планировал посетить Британские острова с рядом миссий. Первоначально он не намеревался брать Санки в качестве своего музыкального партнёра, предпочитая услуги более опытных исполнителей госпела Филипа Филлипса или Филипа Блисса. Никто из них не был доступен в то время, поэтому был выбран Санки. Тур начался не лучшим образом: на первом митинге, состоявшемся в Йорке, присутствовало едва ли 50 человек, и эта община не привыкла к таким евангельским песням – «человеческим гимнам», – которые ввел Санки . Однако постепенно британская публика была покорена, залы заполнены, а «пение Евангелия» Санки стало популярной особенностью служб.
Находясь в Шотландии, Санки сочинил свою первую госпел-песню на основе гимна Горация Бонара «Yet There is Room». Тур продолжался более двух лет и включал в себя посещение большинства основных городов Британии.  Во время пребывания в Лондоне на собраниях Муди и Санки присутствовали высокопоставленные лица, включая  королеву Викторию, принцессу Уэльскую и государственного деятеля Уильяма Юарта Гладстона. 

Муди и Санки вернулись домой летом 1875 года, получив широкое признание после своего успешного британского турне, и быстро зарекомендовали себя как ведущие деятели религиозного возрождения своего времени.  Начиная с мероприятия в родном городе Муди Нортфилде, штат Массачусетс,  собрания возрождения проводились в течение последующих лет в городах и поселках по всей территории Соединенных Штатов, с выездами за границы в Канаду и Мексику. Собрания в южных штатах подвергались расовой сегрегации. Относительно встречи в Меридиане, штат Миссисипи, Санки отметил: 
 «У нас есть одна сторона [скинии] для чернокожих. ДЛ заставляет их петь в одиночку, иногда просто чтобы показать белым людям, как петь» .

#### Более поздние кампании
В 1881 году был совершен второй визит в Великобританию. График был аналогичен тому, который использовался во время первого британского турне, и включал массовые митинги во многих городах. На этот раз популярность и известность пары обеспечили им полные залы, куда бы они ни направились. Одним из нововведений стало строительство переносной скинии, способной вместить до 5000 человек, которую перевозили из города в город.  Ближе к концу тура у Санки сломался голос, и он был вынужден вернуться в Соединенные Штаты, где он и его семья купили дом в Бруклине, Нью-Йорк. В течение следующих нескольких лет он проводил там зимы, а лето — с Муди, либо в Нортфилде, либо в совместных кампаниях. Третье британское турне состоялось в 1891 году и включало встречи в 99 городах. Санки снова переутомился и был вынужден вернуться домой раньше времени. 
В 1893 году Муди и Санки провели крупную кампанию в Чикаго в рамках Всемирной Колумбийской выставки. И снова напряжение в голосе Санки было слишком велико, что вызвало необходимость в его временном отходе от кампании. Но, несмотря на плохое здоровье, он продолжал работать с Муди, хотя и с меньшей интенсивностью, вплоть до его смерти в декабре 1899 года . Их последняя совместная кампания прошла в Канзас-Сити, за месяц до смерти Муди. В память о своем давнем партнере Санки написал и сочинил гимн «Out of the Shadowlands» для похорон Муди.

### Последние годы
В 1898 году в сопровождении семьи и друзей Санки отправился в длительное путешествие по Египту и Палестине, а на обратном пути посетил Константинополь, Афины и Рим . В Иерусалиме Санки поднялся на Башню Давида, где спел Псалом 121 перед ошеломленным османским стражником.  В следующем году, после смерти Муди, он отправился в свой последний визит в Великобританию и выступил на собрании, на котором присутствовало 20 000 человек в Лондоне, но по мере продолжения тура его здоровье ухудшилось, и он вернулся в свой дом в Бруклине. Он продолжал заниматься редакторской работой, но к 1903 году потерял зрение из-за глаукомы . Несмотря на это, ему удалось завершить книгу воспоминаний «Моя жизнь и духовные песни», которая была опубликована в 1906 году, в которой он  рассказал о своём жизненном пути, сотрудничестве с Муди, евангелизационных кампаниях и истории создания наиболее известных гимнов . . Санки умер в Бруклине 13 августа 1908 года, немного не дожив до своего 68-го дня рождения. Его похороны состоялись в пресвитерианской церкви на Лафайет-авеню, к которой он присоединился в последние годы жизни, , а похоронен он был на кладбище Гринвуд в Бруклине. По просьбе Фанни Санки в Первой методистской церкви Нью-Касла было установлено мемориальное окно с изображением «Девяносто и Девять»; окно было сохранено при перестройке церкви в 1990-х годах.

## Творчество

#### Пение
Согласно взгляду самого Санки, он и Муди были проповедниками; единственное различие, по его словам, заключалось в том, что «[Муди] достигает сердец людей произнесённым словом, а я — словом, которое пою» .Санки не имел формального вокального образования; возможно, единственным обучением был 12-недельный курс под руководством , Лоуэлла Мейсона,  Джорджа Фредерика Рута и Уильяма Брэдбери, предназначенный для подготовки будущих учителей музыки и хормейстеров .Тем не менее, он обладал правильной вокальной техникой. Современники отмечали у него «исключительно сильный баритон» ,а одна газета писала: «Он выражает евангельское послание с изысканным мастерством и чувственностью... но секрет силы мистера Санки — не в даре песни, а в духе, который она выражает» . По словам самого Санки: «Прежде чем петь, я должен почувствовать, и гимн должен быть таким, чтобы я мог передать своё чувство в сердца слушателей».
Его техника выражения включала в себя чёткую артикуляцию и продуманные паузы для драматического эффекта: «Вы должны сделать так, чтобы они слышали каждое слово и видели каждую картину... Тогда вы услышите ту самую мёртвую тишину, то безмолвие перед Богом» .
Во время сольных выступлений Санки аккомпанировал себе на переносном язычковом органе. Важной частью музыкального служения было и пение общины, что всегда являлось неотъемлемой частью евангелизационных собраний. Санки выбирал гимны с доступными мелодиями, легко запоминающимися, и настаивал, чтобы сопровождение было мягким, подчёркивая тем самым смысл текста. Его методы оказали заметное влияние на церковную музыку, и были впоследствии широко приняты другими проповедниками .
Однако в светской среде не все слушатели были очарованы его стилем. А. Н. Уилсон, в своей социальной истории викторианской эпохи, цитирует брошюру от некоего лондонского врача, который пренебрежительно отзывался о Муди и Санки. Назвав Муди «третьесортной звездой», он писал: «Что касается мистера Санки... его голос определённо плох, и, как все усталые певцы, он старается скрыть это резкими перепадами высоких и низких нот» . В противовес этому отзыву, одна из газет по завершении первого британского тура писала: «В его руках музыка становится служанкой Евангелия и голосом сердца» .

#### Композиторская деятельность
Санки начал сочинять гимны во время первого тура с Муди по Британии в 1873–1875 годах. Периодически он писал тексты сам, но чаще использовал стихи известных гимнографов:  Филипа Блисса, Фанни Кросби и других, Санки опубликовал краткий сборник любимых номеров под названием «Священные песни и соло». Первоначальное издание 1873 года содержало всего 24 гимна. Сборник постепенно расширялся: в 1881 году включал 441 гимн, а к 1903 году — 1200 гимнов и примерно для 200 из них были написаны самим Санки.  
Стиль Санки легко узнаваем: простые мелодии сочетаются с энергичными ритмами, отражающими популярную музыку его времени , что, по выражению поэта Джона Бетчемана, основывалось на «хорошо известном принципе — не отдавать дьяволу все лучшие мелодии» . Сам Санки говорил, что полагается на «вдохновение»: он носил с собой записную книжку и фиксировал мелодии, пришедшие ему в голову в течение дня, чтобы доработать их позднее . Иногда он импровизировал. Так появился его знаменитый гимн «The Ninety and Nine». Он нашёл стихотворение Элизабет Клефейн в газете во время поездки на поезде по Шотландии. На вечернем собрании, когда Муди попросил его спеть, Санки ответил: «У меня не было подходящего гимна... В этот момент я как будто услышал голос: “Спой тот гимн, что ты нашёл в поезде” :
 Я вознёс молитву, прося Бога помочь мне так исполнить песню, чтобы люди услышали и поняли. Положив руки на орган, я взял аккорд ля-бемоль и начал петь. Нота за нотой мелодия пришла ко мне — и с того дня не изменилась. Когда пение закончилось, зал охватил единый глубокий вздох — и я понял, что моя песня нашла путь к сердцам шотландской аудитории .

Среди других популярных гимнов, исполненных и частично написанных Санки, — «Faith Is the Victory», «When the Mists Have Rolled Away» и «A Shelter in the Time of Storm».

#### Издательская деятельность
Успех Sacred Songs and Solos в Британии вдохновил Санки на аналогичный проект в США. В 1876 году в сотрудничестве с Филипом Блиссом он выпустил сборник Gospel Hymns and Sacred Songs ("Евангельские гимны и священные песни"), включающий 131 номер . В течение следующих 15 лет он выпустил ещё пять дополнений к сборнику, а в 1894 году — полное издание, содержащее 794 номера. Эти сборники, включавшие гимны Блиса, Кросби и других авторов, пользовались большим коммерческим успехом . В 1895 году Санки стал президентом издательства Biglow & Main — ведущего американского издателя музыки для воскресных школ.

### Наследие
Карьера Санки как евангельского певца опровергает распространённое мнение, будто госпел возник исключительно в чёрных общинах американского Юга. Как отмечает Мел Р. Уилхойт, истоки этого жанра лежат «в контексте северного, городского, белого пробуждения XIX века», где Санки играл ключевую роль . Несмотря на появление новых музыкальных стилей в XX веке, влияние Санки сохраняется, особенно в евангелических церквях Юга США, и в XXI веке. Модель возрождения, предложенная Муди и Санки, стала образцом проведения собраний и богослужений для многих поколений.
На вырученные средства от продажи сборников (а их было продано более 50 миллионов экземпляров) Санки разбогател, но значительную часть пожертвовал на благотворительность. Среди его дарений — новое здание YMCA в Нью-Касле, участок земли для постройки новой методистской церкви и крупные пожертвования в школы Муди в Нортфилде .
В 1940 году в Нью-Касле прошли торжества по случаю столетия со дня рождения Санки: хоры из более чем 30 церквей исполняли его гимны, а аккомпанемент вёлся на его портативном органе . В 1990 году, к 150-летию его рождения, в Нью-Касле состоялся юбилейный концерт с хоровым исполнением лучших песен. В 1980 году Санки был включён в Зал славы госпел-музыки.